# 3407 Jimmysimms
3407 Jimmysimms è un asteroide della fascia principale. Scoperto nel 1973, presenta un'orbita caratterizzata da un semiasse maggiore pari a 2,6866495 UA e da un'eccentricità di 0,1567154, inclinata di 13,08164° rispetto all'eclittica.